# José Ramón Calpe
José Ramón Calpe Saera (Castellón de la Plana, España, 7 de mayo de 1954) es un político español.
Ha sido diputado (cesó en 2008) por la provincia de Castellón en la VI, VII y VIII Legislaturas. Es Licenciado en Derecho y ejerce como abogado. Adrmás es profesor de guitarra. Es Teniente de Alcalde del Ayuntamiento de Burriana desde 1995.
Alcalde de Burriana desde el 16-6-2007 hasta el 13-6-2015.

## Actividad profesional
- Vocal de la Comisión de Justicia
- Vocal de la Comisión de Presupuestos
- Vocal de la Comisión de Educación y Ciencia
- Vocal de la Comisión de Cultura
- Vocal de la Comisión de Sanidad y Consumo